# Рижій
Рижі́й, заст. иржій (Camelina) — рід однорічних олійних рослин родини капустяні (Brassicaceae) з жовтими пелюстками.
Насіння рижію містить 25—46 % олії, що використовується в різних напрямках господарчої діяльності людини.
Рижій за певними параметрами може створювати конкуренцію такій олійній культурі, з тої ж родини капустяних, як ріпак.

## Назва
Насіння має жовто-оранжеве (риже) забарвлення, звідси походить назва — рижій. На Волині відомий під народною назвою ллянка.

## Будова
Рижій — однорічна трава, покрита сидячим серцеподібним листям. Стебло 30—100 см заввишки. Квіти бліді або золотисто-жовті, зібрані в кінцеві суцвіття. Стручки завдовжки 6-12 мм дещо здуті, грушоподібні (десь такі, як у грициків).

## Поширення та середовище існування
Зістрічається в посівах жита, льону, трапляються на парах, пустищах, в садах, городах.
В Україні існує 6 видів рижій дрібноплідний (Camelina microcarpa Andrz.), дикий (Camelina silvestris Wallr.), волосистий (Camelina pilosa DC. Zing.), голий (Camelina glabrata DC. Fritsch), лляний (Camelina linicola Schim. et Spenn.). З них у культурі найпоширеніший так званий рижій посівний ярий (Camelina glabrata), рідше рижій озимий (Camelina pilosia).
Насіння рижію знаходять під час розкопок Трипільської культури.

## Промислове використання
Олію, видобуту з рижію використовують у техніці (для змащування різних деталей), виготовлення оліфи, лаку, для миловаріння, рідше — харчування. В Україні посівна площа рижію займає 5—6 тисяч га (3 % всіх олійних рослин), головним чином у північній частині лівобережного Лісостепу.
Через переважання в олії з рижію поліненасичених жирних кислот: лінолева (близько 20 %) та ліноленова (близько 32 %), її вважають надзвичайно цінною у раціоні людини, особливо завдяки наявності в складі Омега -3.

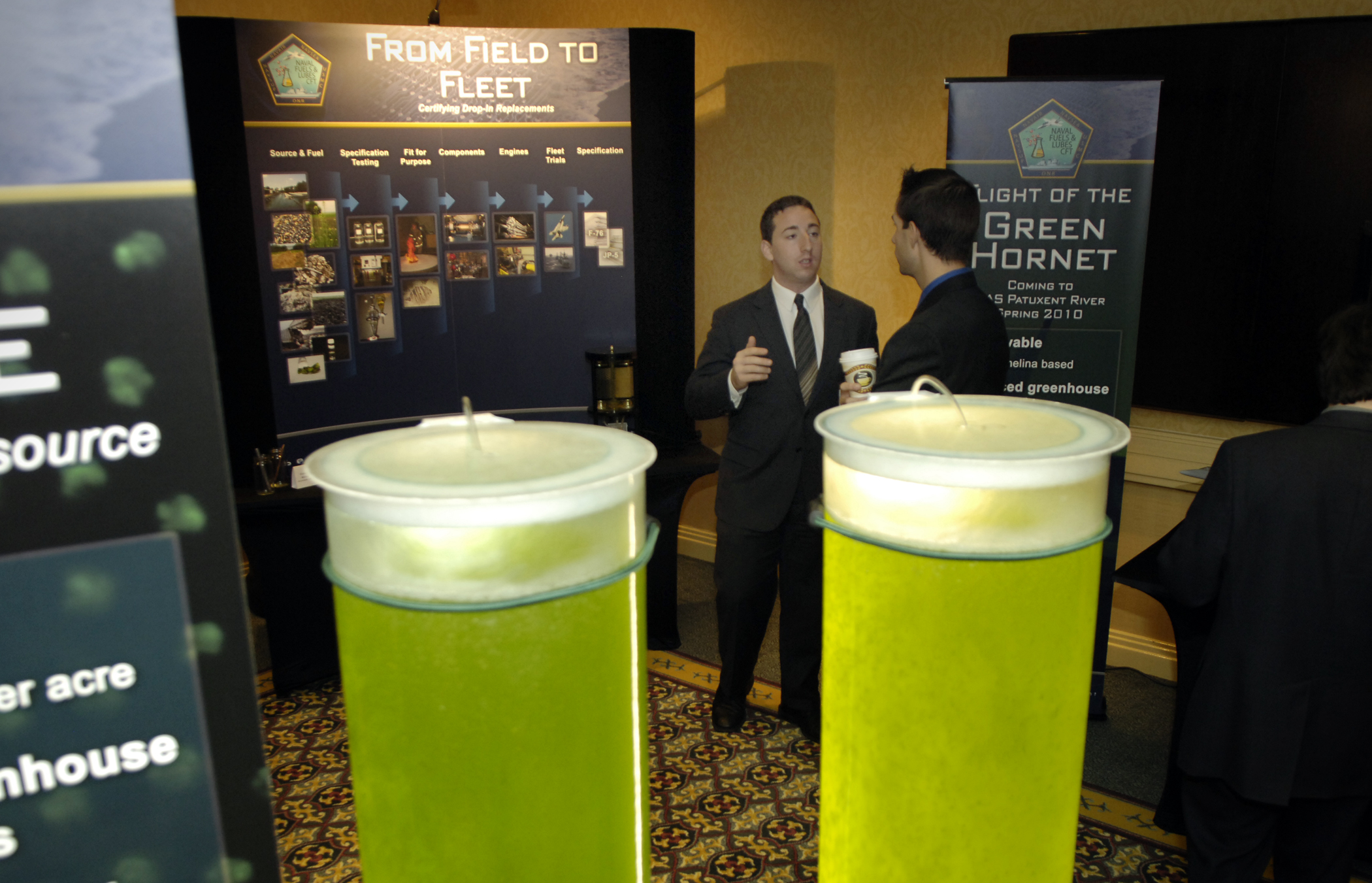
Паливо з рижія на стенді

Фермери штату Монтана (США) в останні роки сіють рижій. Дослідні групи штатів Орегон й Айдахо вивчають можливість засіяти рижієм площу до 1 млн акрів. Сенатор Макс Бокус домагається внести рослину в список тих, що потрапляють до федеральної програми страхування. Крім цього, він пропонує законопроєкт про кредитування виробників рижію.
Рижій — відмінна сировина для виробництва олії з подальшим її використанням для отримання біодизеля.
Як виявилось, з рижію можна виготовити олії набагато більше, ніж з каноли (канадська різновидність ріпаку). А собівартість такої олії буде на половину нижчою від ріпакової. Це тому, що рослина не вимагає старанного догляду, під неї не треба вносити дорогих мінеральних добрив, вона не боїться комах. Тобто, посіви не треба обробляти хімікатами.
Біотехнологічна компанія Puget Sound обіцяє найближчим часом збільшити урожайність рижію на 50 %. Над таким же питанням працюють спеціалісти біотехнологічної компанії Targeted Growth з Сієтла. Як вважають учені агрономи, з одного гектара посівів можна отримати близько 580 літрів олії. Бо ж її у стиглому насінні рослини є до 29 %.
Ще на початку XX століття рижій на невеликих площах вирощувався в Полтавській, Чернігівській, Київській, Херсонській, Єкатеринославській та Курській губерніях. Рижій був відомий, як культурна рослина, і в Європі. Його вирощували в районах Середземномор'я та в Середній Європі. Практикували посіви і в Середній Азії. Головним чином, для отримання олії для освітлення, фарбування. Вживали олію і в їжу. Сьогодні рижієву олію використовують для парфумерних потреб.
Вирощування рижію — справа нескладна. Висівається він по яровому клину, як раніше. Сіють часто замість ярого ріпаку. Поживні рештки практично не придатні для годівлі худоби. Тож стеблову масу приорюють. Догляд за посівами полягає в прополюванні бур'янів та розпушуванні міжряддь. Норма висіву з міжряддями 15 см — 8 кг/га (8 млн насінин).
В Інституті олійних культур НААН України виведений сорт культурного ярого рижію «Степний 1». Він є національним стандартом України та відповідає міжнародним стандартам.
Вегетаційний період «Степного» − 76 днів. Урожайність насіння становить 1,23-1,51 тонн/га.